# Minnesota Vikings 1962
La stagione NFL 1962 fu la 2ª per i Minnesota Vikings nella Lega. Essa si aprì con una sconfitta al City Stadium di Green Bay contro la squadra di casa, i Packers, per 34-7 e proseguì su questa stessa linea per altre 4 gare. La vittoria arrivò infatti solo alla sesta giornata al Los Angeles Memorial Coliseum contro i Los Angeles Rams. In generale i Vikings riuscirono a far anche peggio rispetto alla loro stagione di debutto, con un altro record negativo di 2-11-1 che se non altro permise loro di evitare l'ultimo posto in classifica a scapito proprio dei Rams. Vero tallone d'Achille dei Vikings fu la difesa che concesse alle difese avversarie ben 410 punti durante tutto l'arco della stagione (peggior risultato della Division) ma anche l'attacco faticò parecchio se è vero come è vero che nelle prime 4 partite mise assieme la miseria di 21 punti (in totale 254 punti, secondo peggior attacco dietro quello dei Rams), mai riuscendo tra l'altro ad andare in doppia cifra. Da segnalare il primo pareggio nella storia della franchigia in data 25 novembre 1962 contro i Rams al Metropolitan Stadium, e la prima partecipazione al Pro Bowl di membri del team, nella fattispecie il runningback Hugh McElhenny ed il wide receiver Jerry Reichow, che presero parte all'edizione 1962 vinta per 31-30 dalla Western Conference sulla Eastern Conference.

## Scelte nel Draft 1962
| Draft NFL 1962   |                  |                  |                                        |                                        |                                        |
| Ordine del Draft | Ordine del Draft | Ordine del Draft | Giocatore                              | Ruolo                                  | College                                |
| Giro             | Scelta           | Generale         | Giocatore                              | Ruolo                                  | College                                |
| 1                | 2                | 2                | Scambiata con i New York Giants[a]     | Scambiata con i New York Giants[a]     | Scambiata con i New York Giants[a]     |
| 2                | 3                | 17               | Scambiata con i Cleveland Browns[b]    | Scambiata con i Cleveland Browns[b]    | Scambiata con i Cleveland Browns[b]    |
| 3                | 2                | 30               | Bill Miller                            | Wide Receiver                          | Miami (Florida)                        |
| 4                | 3                | 45               | Roy Winston                            | Guard                                  | LSU                                    |
| 5                | 2                | 58               | Scambiata con i New York Giants[c]     | Scambiata con i New York Giants[c]     | Scambiata con i New York Giants[c]     |
| 6                | 3                | 73               | Larry Bowie                            | Offensive tackle                       | Purdue                                 |
| 7                | 2                | 86               | Scambiata con i Philadelphia Eagles[d] | Scambiata con i Philadelphia Eagles[d] | Scambiata con i Philadelphia Eagles[d] |
| 8                | 3                | 101              | Paul White                             | Running back                           | Florida                                |
| 9                | 2                | 114              | Marshall Shirk                         | Offensive tackle                       | UCLA                                   |
| 10               | 3                | 129              | Scambiata con i Cleveland Browns[e]    | Scambiata con i Cleveland Browns[e]    | Scambiata con i Cleveland Browns[e]    |
| 11               | 2                | 142              | Scambiata con i Cleveland Browns[b]    | Scambiata con i Cleveland Browns[b]    | Scambiata con i Cleveland Browns[b]    |
| 12               | 3                | 157              | Gary Fallon                            | Running back                           | Syracuse                               |
| 13               | 2                | 170              | Roger Van Cleef                        | Offensive tackle                       | Southwestern Oklahoma                  |
| 14               | 3                | 185              | Patrick Russ                           | Offensive tackle                       | Purdue                                 |
| 15               | 2                | 198              | Larry Guilford                         | Tight end                              | Pacific                                |
| 16               | 3                | 213              | John Contoulis                         | Offensive tackle                       | Connecticut                            |
| 17               | 2                | 226              | Ron Staley                             | Tight end                              | Wisconsin                              |
| 18               | 3                | 241              | Junior Hawthorne                       | Offensive tackle                       | Kentucky                               |
| 19               | 2                | 254              | Tommy Minter                           | Running back                           | Baylor                                 |
| 20               | 3                | 269              | Terry Cagaanan                         | Running back                           | Utah State                             |

Note:
- [a] I Vikings scambiarono la loro scelta nel 1º giro (2a assoluta) con i Giants in cambio del QB George Shaw.
- [b] I Vikings scambiarono la loro scelta nel 2º giro (17a assoluta) e la loro scelta nell'11º giro (142a assoluta) con i Browns in cambio dei DT Jim Prestel, DE Jim Marshall, LB Dick Grecni, RB Jamie Caleb, RB Billy Gault, e DT Paul Dickson.
- [c] I Vikings scambiarono la loro scelta nel 5º giro (58a assoluta) con i Giants in cambio dei RB Mel Triplett, TE Bob Schnelker, e OT Bob Schmidt.
- [d] I Vikings scambiarono la loro scelta nel 7º giro (86a assoluta) con gli Eagles in cambio del TE Jerry Reichow.
- [e] I Vikings scambiarono la loro scelta nel 10º giro (129a assoluta) con i Browns in cambio del DE Bob Denton.

## Partite

### Stagione regolare
| Calendario |              |                       |           |                               |            |        |
| Turno      | Data         | Avversario            | Risultato | Stadio                        | Spettatori | Record |
| 1          | 16 settembre | @ Green Bay Packers   | P 34-7    | City Stadium                  | 38.669     | 0-1    |
| 2          | 23 settembre | Baltimore Colts       | P 34-7    | Metropolitan Stadium          | 30.787     | 0-2    |
| 3          | 30 settembre | @ San Francisco 49ers | P 21-7    | Kezar Stadium                 | 38.407     | 0-3    |
| 4          | 7 ottobre    | Chicago Bears         | P 13-0    | Metropolitan Stadium          | 33.141     | 0-4    |
| 5          | 14 ottobre   | Green Bay Packers     | P 48-21   | Metropolitan Stadium          | 41.475     | 0-5    |
| 6          | 21 ottobre   | @ Los Angeles Rams    | V 38-14   | Los Angeles Memorial Coliseum | 33.071     | 1-5    |
| 7          | 28 ottobre   | Philadelphia Eagles   | V 31-21   | Metropolitan Stadium          | 30.071     | 2-5    |
| 8          | 4 novembre   | @ Pittsburgh Steelers | P 39-31   | Forbes Field                  | 14.462     | 2-6    |
| 9          | 11 novembre  | @ Chicago Bears       | P 31-30   | Wrigley Field                 | 46.984     | 2-7    |
| 10         | 18 novembre  | Detroit Lions         | P 17-6    | Metropolitan Stadium          | 31.257     | 2-8    |
| 11         | 25 novembre  | Los Angeles Rams      | N 24-24   | Metropolitan Stadium          | 26.728     | 2-8-1  |
| 12         | 2 dicembre   | San Francisco 49ers   | P 35-12   | Metropolitan Stadium          | 33.076     | 2-9-1  |
| 13         | 9 dicembre   | @ Detroit Lions       | P 37-23   | Tiger Stadium                 | 42.256     | 2-10-1 |
| 14         | 16 dicembre  | @ Baltimore Colts     | P 42-17   | Memorial Stadium              | 53.645     | 2-11-1 |

| Classifica finale della NFL Western Division 1962                                                                        | Classifica finale della NFL Western Division 1962 | Classifica finale della NFL Western Division 1962 | Classifica finale della NFL Western Division 1962 | Classifica finale della NFL Western Division 1962 | Classifica finale della NFL Western Division 1962 | Classifica finale della NFL Western Division 1962 | Classifica finale della NFL Western Division 1962 |
| | V                                                 | P                                                 | N                                                 | PCT                                               | PR                                                | PS                                                | STK                                               |
| --- | ------------------------------------------------- | ------------------------------------------------- | ------------------------------------------------- | ------------------------------------------------- | ------------------------------------------------- | ------------------------------------------------- | ------------------------------------------------- |
| Green Bay Packers | 13                                                | 1                                                 | 0                                                 | .929                                              | 415                                               | 148                                               | V-3                                               |
| Detroit Lions | 11                                                | 3                                                 | 0                                                 | .786                                              | 315                                               | 177                                               | P-1                                               |
| Chicago Bears | 9                                                 | 5                                                 | 0                                                 | .643                                              | 321                                               | 287                                               | V-2                                               |
| Baltimore Colts | 7                                                 | 7                                                 | 0                                                 | .500                                              | 293                                               | 288                                               | V-2                                               |
| San Francisco 49ers | 6                                                 | 8                                                 | 0                                                 | .429                                              | 282                                               | 331                                               | P-2                                               |
| Minnesota Vikings | 2                                                 | 11                                                | 1                                                 | .154                                              | 254                                               | 410                                               | P-3                                               |
| Los Angeles Rams | 1                                                 | 12                                                | 1                                                 | .077                                              | 220                                               | 334                                               | P-3                                               |
| Legenda: V = Vittorie, P = Sconfitte, N = Pareggi, PCT= Percentuale di vittoria, PR= Punti realizzati, PS = Punti Subiti |                                                   |                                                   |                                                   |                                                   |                                                   |                                                   |                                                   |